# Ichthyscopus nigripinnis
Ichthyscopus nigripinnis är en fiskart som beskrevs av Martin F. Gomon och Johnson, 1999. Ichthyscopus nigripinnis ingår i släktet Ichthyscopus och familjen Uranoscopidae. Inga underarter finns listade i Catalogue of Life.